# Guipavas
Guipavas (tiếng Breton: Gwipavaz) là một xã của tỉnh Finistère, thuộc vùng Bretagne, miền tây bắc Pháp.

## Dân số
Người dân ở Guipavas được gọi là Guipavasiens.